# Burgstall Rummelfels
Der Burgstall Rummelfels bezeichnet eine abgegangene mittelalterliche Höhenburg nördlich von Stefling, einem Gemeindeteil der Stadt Nittenau im Oberpfälzer Landkreis Schwandorf von Bayern. Die Anlage wird als Bodendenkmal unter der Aktennummer D-3-6739-0019 als „mittelalterlicher Burgstall“ geführt.

## Beschreibung
Der Burgstall befindet sich in einem Waldgebiet auf der rechten Seite des Regens und etwa 1100 m nördlich von Stefling. Die kreisrunde Burgstelle besitzt einen Durchmesser von 70 m und ist in der Mitte um ca. 2 m leicht gegenüber dem Randbereich erhöht. 